# Walter Hickel

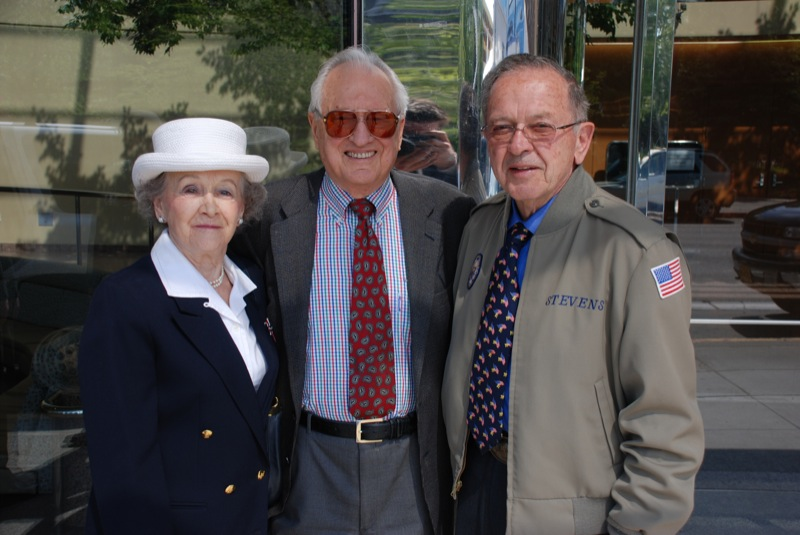
Walter Joseph Hickel e o senador Ted Stevens em 2008

Walter Joseph "Wally" Hickel (18 de agosto de 1919 - 7 de maio de 2010) foi um político americano republicano do Alasca, sendo o segundo e oitavo governador do Alasca. Seu primeiro mandato como governador foi entre 1966 e 1969, entre 1969 e 1970 foi Secretário do Interior do Gabinete do Presidente Richard Nixon, também foi governador entre 1990 a 1994.